# Kitajska kaligrafija
Kitajska kaligrafija (tradicionalne pismenke: 書法, poenostavljene pismenke: 书法; pinyin: shūfǎ) predstavlja več kot tisoč let staro tradicijo, ki se je razvila z nastankom kitajske pisave in se je do danes ohranila kot samostojna zvrst umetnosti. Zato je za dolg zgodovinski razvoj kaligrafije potrebno poznati razvoj pisave, ki se je razvijala v skladu s sredstvi, s katerimi so pisali v posameznih zgodovinskih obdobjih. Prav tako je kaligrafska umetnost v tradicionalni Kitajski predstavljala osnovo kitajskega slikarstva. Kaligrafska umetnost predstavlja eno temeljnih prvin uporabe čopiča, papirja in tuša ter označuje notranjo strukturo kitajskih slik. Na Kitajskem so kaligrafijo uporabljali za označevanje pomembnih dogodkov na kamnih, slikah, posodah ...  Kitajci so verjeli, da kaligrafija izraža osebnost pisca, prav tako so iz načina pisanja znali razbrati posameznikovo srečo. Na začetku je bil pomen pismenk dokaj neposreden in ker pisava še ni bila standardizirana, je imelo mnogo pismenk enakega pomena različne zapise, kasneje pa je s standardizacijo in razvojem pisave prišlo do vedno večje abstrakcije in stilizacije pismenk. Tako obstaja na Kitajskem pet glavnih slogov zapisovanja pismenk (pečatni, uradniški, standardni, kurzivni in travni).

## Orodja
]]]
Kaligrafi uporabljajo čopič, tuš, papir in kamen, ki skupaj predstavljajo štiri dragocenosti v hiši izobraženca (tradicionalne pismenke: 文房四寶, poenostavljene pismenke: 文房四宝; pinjin: wénfángsìbǎo).
Prve prave čopiče (tradicionalne pismenke: 毛筆, poenostavljene pismenke: 毛笔; pinjin: máobǐ) so začeli uporabljati konec 3. st. pr. n. št., ko se je močno povečala potreba po hitrejšem in bolj praktičnem zapisovanju besedil. Sprva so jih izdelovali iz dlak divjih živali, ki so jih zašilili v konico in pritrdili na bambusov držaj.
Tuš (kitajsko: 墨; pinjin: mò) so uporabljali že v neolitskih časih. To je bilo neke vrste črnilo za slikanje vzorcev na keramične posode, v uporabi pa je bil tudi kasneje pri nekaterih zapisih na kosteh in želvjih oklepih v času dinastije Šang. Tuš je lahko iz različnih vrst saj.
Papir (tradicionalne pismenke: 宣紙, poenostavljene pismenke: 宣纸; pinjin: xuānzhǐ) je eden od velikih kitajskih izumov. Uporabljali so ga že v dinastiji Zahodni Han, bolj splošna raba pa se je razširila v 4. in 5. stoletju. Papir lahko glede na različne proizvodne metode delimo na surovi, zreli in obdelani.
Kamen za tuš (tradicionalne pismenke: 硯臺, poenostavljene pismenke: 砚台; pinjin: yàntái) nima neposrednega vpliva na kaligrafski izdelek, kljub temu pa ima na kitajskem prestižno vrednost.

## Pečatna pisava
(tradicionalne pismenke: 篆書, poenostavljene pismenke: 篆书; pinjin: zhuànshū)

### Velika pečatna pisava
Slog velike pečatne pisave  (kitajsko: 大篆; pinjin: dàzhuàn) je ustvaril zapisovalec na dvoru kralja Šuana (kitajsko: 宣) v dinastiji Džov (kitajsko: 周) in ga opisal v knjigi z naslovom Petnajst esejev o velikem pečatu.  Uporabljalo ga je veliko lokalnih državic, z manjšimi razlikami. Kasneje je vse različice tega sloga minister dinastije Čin, Li_Si (kitajsko: 李斯) (280 - 208 pr. n. št), združil v novi slog imenovan mala pečatna pisava. Veliki pečatni pisavi je dodal obilico novih pismenk, da so ustrezale vse bolj kompleksni družbi, ki jo je vodil. S standardizacijo je omogočil, da je bil prenos znanja lažji.
Obstaja več slogov znotraj velike pečatne pisave:
- Slog zvonov in loncev (tradicionalne pismenke: 鐘鼎文, poenostavljene pismenke: 钟鼎文; pinjin: zhōngdǐngwén) - označuje pismenke zapisane na bakrenih izdelkih med obdobjem dinastije Šang in dinastije Džhou od 14. do 3. stol. pr. n. št. Pismenke so vgravirali v obliko črke V. Ta slog se imenuje tudi pisava na bronastih posodah (kitajsko: 金文; pinjin: jīnwén). Ta pisava je mnogo bolj razvita od tiste na kosteh, tako v obliki potez, kot tudi sami strukturi pismenk. Pojavljati so se začele krivulje in kombinacije pik in potez. Pismenke so najprej napisali na voščen model in šele nato vlili v bron. Pojavljali so se eseji v dolžini od 50 do 400 pismenk. Slog zvonov in loncev je imel predvsem dekorativno vlogo na posodah, namenjenih obredom in čaščenju prednikov, zato se razlikuje od tistega na kosteh in želvjih oklepih po svoji kreativnosti in to nakazuje začetek obravnavanja kaligrafije kot umetnosti. Pogoste teme pri zapisovanju so bile lov, predstavljanje klanov, način življenja, živali, orožje in orodje - s tem so nakazovali na poklic posameznika. Kasneje ko je dinastijo Šang nasledila dinastija Džov, se je zaradi različne kulture pisava začela spreminjati in postala nekoliko bolj urejena in ne tako umetniška, čeprav so obstajale izjeme. To je razvidno v zapisu Knjige obredov' (tradicionalne pismenke:禮記, poenostavljene pismenke: 礼记; pinjin: Lǐjì).[5]

- Slog kamnitih bobnov (kitajsko: 石鼓文; pinjin: shígǔwén) - ime izvira iz desetih kamnov v obliki bobnov na katerih je 450 še berljivih pismenk (prvotno 700). Nastal naj bi približno v 8. stol. pr. n. št. v času dinastije Čin. Za ta slog je značilna identična širina potez, struktura pismenk pa je poudarjala navpičen vrstni red. Vse večja vloga je bila pripisana pisalu, zato je ta stil bolj kaligrafski od pisave na bronastih posodah. Zanj je značilna večja svoboda potez, ki so tekoče zaobljene in debele. Ta slog je imel velik vpliv na moderne umetnike, npr. Wu Changshi-ja (tradicionalne pismenke: 吳昌碩; poenostavljene pismenke: 吴昌硕).[6]

- Pisava na bambusovih zvitkih (tradicionalne pismenke: 竹簡, poenostavljene pismenke: 竹简; pinjin: zhújiǎn)- gre za prehoden slog med veliko in malo pečatno pisavo. Ohranja nekatere značilnosti sloga kamnitih bobnov, vendar se kaže kvaliteta in napredek v živahnosti potez. Do izraza pride valovitost, kjer je začetek poteze odebeljen in zaokrožen ter konec tanjši in koničast. To nakazuje na večjo dinamičnost pisanja. Ta slog je tudi značilen za kulturo Ču (kitajsko: 楚).[7]

- Zapis na svili (tradicionalne pismenke: 楚帛書, poenostavljene pismenke: 楚帛书; pinjin: chǔbóshū) - zapis približno 750 pismenk najden v grobnici Zidanku (tradicionalne pismenke: 子彈庫, poenostavljene pismenke: 子弹库) v današnjem Hunanu. Slog pisanja je primerljiv z zapisi na bambusovih zvitkih, ker so pismenke raztegnjene vodoravno. Zapis je najstarejši dokaz povezave in prepleta slikarske in kaligrafske umetnosti. Na njem je razvidno, da je slog, uporabljen na svili, služil bolj za uradne dokumente in zapise, kot pa imel dekorativno funkcijo. Poteze niso bile več ravne. Verjetno se je iz tega sloga razvil kasnejši slog uradniške pisave.[8]

### Mala pečatna pisava
Ko je leta 221 pr. n. št. na oblast prišel Qin Shi Huang (kitajsko: 秦始皇) in ustanovil dinastijo Qin, si je ob združitvi celotne Kitajske močno prizadeval poenotiti mere in standardizirati pisni jezik. Njegovemu ministru Li Si-ju je uspelo ustvariti nov pisni jezik, imenovan mala pečatna pisava (kitajsko: 小篆; pinjin: xiǎozhuàn), ki je omogočil lažje sporazumevanje z različnimi predeli širne Kitajske. Dve leti po ustanovitvi dinastije je Čin Ši dal zgraditi spomenik sedmih kamnitih tabel, da bi proslavil svoje dosežke. Avtorstvo zapisov na teh kamnih gre Li Si-ju, a sta se ohranili le dve tabli.
Pisava ima podolgovato, tanko in ukrivljeno strukturo ter zelo dekorativen slog. V njej je čutiti močan vpliv upoštevanja zakonov – zaradi legalističnega sistema v dinastiji Čin. Urejenost kompozicije oddaja zelo formalen vtis. Velikost pismenk postane enotna, kjer vsaka pismenka sodi v svoje omejeno polje. Tehnika uporabe čopiča je zelo dovršena, ampak ni prostora za prosto izražanje. Uporabljali so jo predvsem za vgraviranje pečatov, ki se pojavljajo tudi na slikah in kaligrafskih delih, predstavljajo pa podpis umetnika, potrditev avtentičnosti izdelka, osebno sporočilo umetnika itd.  Pomembna je kvaliteta sredinskih potez. Kasneje je ta slog zamenjal novi slog uradniške pisave.

## Uradniška pisava
Naslednjo poenostavitev pisave za pečatnima pisavama je pomenila uvedba lesenega pisala z mehko vlaknasto konico, ki so jo pomakali v črnilo. Posledica uporabe tega grobega pisala je bila, da so vse okrogline spremenili v lomljene poteze. To pisavo so standardizirali v začetku dinastije Han (2. stoletje pr. n. št.) kot uradniško pisavo ali lishu (tradicionalne pismenke: 隸書, poenostavljene pismenke: 隶书; pinyin: lìshū).
V obdobju od dinastije Čin (221–206 pr. n. št) do dinastije Han (206 pr. n. št. - 220) se je preko številnih postopkov sprememb in poenostavitev postopoma razvila uradniška pisava. Ta slog je bil sprejet skoraj v celoti za uradne namene, za katere je bil veliko bolj priročen kot pečatna pisava, ki je bila po mnenju uradnikov počasna in težavna. Ko je bil v času dinastije Han vzpostavljen sistem državniških izpitov, je dober rokopis postal nuja in to je močno spodbudilo umetnost kaligrafije. Prvič v kitajski zgodovini se je pojavilo veliko dobrih kaligrafov, kot so Xu Shen (tradicionalne pismenke: 許慎, poenostavljene pismenke: 许慎) (58-149), Cui_Yuan (kitajsko: 崔瑗) (77 - 143), Zhang Zhi (tradicionalne pismenke: 張芝, poenostavljene pismenke: 张芝) (? - 192) in drugi. Najbolj slaven je bil Cai Yong (kitajsko: 蔡邕) (132–192). V prvi polovici obdobja dinastije Han (v 2. in 1. stoletju pr. n. št.) so uradniško pisavo pogosto uporabljali, vendar se je še vedno razvijala, kar je razvidno iz dejstva, da je pri nekaterih zgodnejših primerkih še vedno zaznati sled pečatne pisave. Ko se je ta slog širil po Hanskem cesarstvu, sta se velika in majhna pečatna pisava umaknili.  Kasneje so v tej pisavi pisali cesarjeve ukaze in vladne razglasitve. V njem so bile napisane vse vrste kamnitih spomenikov in javnih listin. Večina del iz dinastije Han je sicer nepodpisana, zato nikoli ne bomo poznali imen velikih umetnikov tega sloga iz tistih časov. Slog ima čvrste, dekorativne pismenke in različne oblike potez so preoblikovale krožne in zaobljene linije majhne pečatne pisave v kvadratne in ravne linije. Uradniška pisava je poleg pečatne najbolj dekorativna pisava in obe so zaradi njune lepote in dostojanstva uporabljali ob pomembnih priložnostih. Ta pisava je postala tudi najbolj vplivna v kitajski kaligrafiji.
Glavni predstavniki:
- Wang Xizhi (kitajsko: 王羲之) (303 - 361)
- Li Longji (kitajsko: 李隆基) oz. cesar Xuanzong (kitajsko: 玄宗) iz dinastije Tang (685 - 762)
- Shi Tao (tradicionalne pismenke: 石濤, poenostavljene pismenke: 石涛) (1642 - 1707)

Papir je zdaj postal pogost material, ki je osvobajal umetnika iz omejenosti ozke pisalne površine bambusa in lesenih letvic, kar je zahtevalo tudi veliko dela in časa za pripravo. Na papirju je bilo mogoče pisati večje pismenke in možna so bila nova gibanja s čopičem, s čimer se je dosegla višja usposobljenost in prefinjenost tehnike.  Končno preoblikovanje pismenk je narekovala uporaba čopiča, ki se je prav tako uveljavila že v času dinastije Han. Čopič je omogočal oženja in debelitve potez ter zaključne koničaste izpeljave, a je zahteval tudi stroga pravila glede zaporedja in smeri. V tej tehniki, ki je odločilno vplivala tudi na razvoj kitajskega slikarstva, so se razvili glavni kaligrafski slogi, ki ostajajo v veljavi vse do danes. To so običajna pisava kaishu, napol izpisana ali kurzivna pisava xingshu in razne vrste izpisane ali travne pisave caoshu.  Čeprav niso preprostejši od uradniške pisave, se ti trije slogi hitreje pišejo in ponujajo širšo paleto potez, poleg tega pa so v praksi na splošno priročnejši.

## Standardna pisava
(tradicionalne pismenke: 楷書, poenostavljene pismenke: 楷书; pinjin: kǎishū)
Pismenka kai pomeni standard oziroma uraden, nekateri to pisavo imenujejo tudi džen (kitajsko: 真), kar pomeni natančen ali dženg (kitajsko: 正), kar pomeni raven. Ta slog pisave izraža dostojanstvenost in je zelo omejen. Uporabljali so ga za pisanje nadrejenim oz. osebam na zelo visokih položajih. Značilnost te pisave je urejenost in umirjenost, uveljavila pa se je ob koncu dinastije Zahodni Han. Kasnejše obdobje treh kraljestev je veljalo za obdobje inovacij v kaligrafiji. Na začetku tega obdobja so še vedno uporabljali uradniški stil pisanja. V političnem kaosu, ki je vladal v tem času, pride do novih načinov kaligrafskega izražanja. Zhong Yao (tradicionalne pismenke: 鍾繇, poenostavljene pismenke: 钟繇) (151 - 230) je bil prvi mojster tega sloga in kasneje je veliko umetnikov uporabljalo njegov način pisanja, zato je imel velik vpliv. Njegov način se je močno razlikoval od uradniškega stila, saj je v njegovem načinu moč opaziti nešteto različic potez, velikost pismenk pa ni regulirana. Njegova znana dela so Xuanshi Biao (kitajsko: 宣示表), Jianjizhi Biao (tradicionalne pismenke: 薦季直表, poenostavljene pismenke: 荐季直表) in Liming Biao (kitajsko: 力命表).
Pri tej pisavi pride do preobrazbe pismenk iz lijakaste v kvadratno obliko. Poteze s čopičem so kotne in imajo ostre robove, ampak niso trde. Čeprav je oblika pismenk kvadratna, pa ukrivljenost potez izraža gibanje. Slog doseže vrhunec v dinastiji Tang.
Predstavniki:
- Ouyang Xun (tradicionalne pismenke: 歐陽詢, poenostavljene pismenke: 欧阳询) (557-641)
- Yu Shinan (kitajsko: 虞世南) (558-638)
- Chu Suiliang (kitajsko: 褚遂良) (596-658)
- Xue Ji (kitajsko: 薛稷) (649 - 713)
- Yan Zhenqing] (tradicionalne pismenke: 顏眞卿, poenostavljene pismenke: 颜真卿) (709 - 785)
- Liu Gongquan]] (tradicionalne pismenke: 柳公權, poenostavljene pismenke: 柳公权) (778 - 865)

## Kurzivna pisava
(tradicionalne pismenke: 行書, poenostavljene pismenke: 行书; pinjin: xíngshū)
Ta pisava odstopa od stroge formalnosti uradniške pisave. Koti uradniške pisave so se zmehčali in dodano je bilo veliko gibanja in lahkotnosti. Pisava je bila ustvarjena, preden je bila vzpostavljena prava standardna pisava, zato ni mogoče reči, da kurzivna pisava izhaja iz standardne; to je vzporedni slog, ki je prevladoval istočasno. Omogočal je bolj svobodno in bolj živahno gibanje in prevzel položaj standardne pisave kot najbolj priljubljene pisave za vsakodnevno uporabo, poleg tega pa je postal prepoznaven kot eden najbolj umetniških stilov.
Delo z naslovom Lantingxu (tradicionalne pismenke: 蘭亭序, poenostavljene pismenke: 兰亭序) od Wang Xizhi-ja velja za najboljše delo, ki je bilo kdaj narejeno v kurzivni pisavi.
Glavni predstavniki:
- Wang Xizhi (kitajsko: 王羲之) (303 - 361)
- Yan Zhenqing (tradicionalne pismenke: 顏眞卿, poenostavljene pismenke: 颜眞卿) (709 -785)
- Ouyang Xiu (tradicionalne pismenke: 歐陽脩, poenostavljene pismenke: 欧阳修) (1007 - 1072)
- Su Shi (tradicionalne pismenke: 蘇軾, poenostavljene pismenke: 苏轼) (1037 - 1101)
- Huang Tingjian (tradicionalne pismenke: 黃庭堅, poenostavljene pismenke: 黄庭坚) (1045 - 1105)
- Mi Fu (tradicionalne pismenke: 米黻, poenostavljene pismenke: 米芾) (1051 - 1107)
- Zhao Ji (tradicionalne pismenke: 趙佶, poenostavljene pismenke: 赵佶) oz. cesar Huizong (kitajsko: 徽宗) iz dinastije Song (1082 - 1135)
- Zhao Mengfu (tradicionalne pismenke: 趙孟頫, poenostavljene pismenke: 赵孟頫) (1254 - 1322)
- Bada Shanren (kitajsko: 八大山人) (1626 - 1705)
- Zheng Xie (tradicionalne pismenke: 鄭燮, poenostavljene pismenke: 郑燮) (1693 - 1765)
- Kang Youwei (tradicionalne pismenke: 康有為, poenostavljene pismenke: 康有为) (1858 - 1927)

## Travna pisava
Razne vrste te pisave so že povsem izgubile svojo slikovno naravo in učinkujejo zato povsem abstraktno. Ta pisava naj bi bila v prvi vrsti napisana v naglici, zaradi priročnosti, vendar so kasneje učenjaki v njej našli določeno lepoto. Razvila se je hkrati s standardno in kurzivno pisavo in postajala vse bolj brezskrbna.
Kitajski pisatelj Lin Yutang (tradicionalne pismenke: 林語堂, poenostavljene pismenke: 林语堂) (1895 - 1976) je nekoč dejal: »Kitajska kaligrafija ni nič drugega kot ples na papirju«. Tu se je nanašal predvsem na travno pisavo (tradicionalne pismenke: 草書, poenostavljene pismenke: 草书; pinjin: cǎoshū). Tega sloga pisanja v šolah nikoli niso poučevali, saj ni lahek za branje, a je bil vedno najbolj priljubljen pri profesionalnih umetnikih, ki se ukvarjajo s kaligrafijo. Dejansko je za mnoge travna pisava najboljša umetniška pisava izmed vseh. Dva velika kaligrafa, ki sta se na tem področju odlikovala, sta bila Zhang Xu in Huai Su iz dinastije Tang. Prvi mojster tega sloga pa je bil Wang Xizhi. Njegov sedmi sin, Wang Xianzhi, je bil po očetovi smrti nekaj desetletij še bolj priljubljen. Njegov vpliv na kasnejši razvoj kitajske umetnosti je bil najpomembnejši.
Glavni predstavniki:
- Zhang Zhi (tradicionalne pismenke: 張芝, poenostavljene pismenke: 张芝) (umrl leta 192)
- Wang Xizhi (kitajsko: 王羲之) (303 - 361)
- Wang Xianzhi (tradicionalne pismenke: 王獻之, poenostavljene pismenke: 王献之) (344 - 386)
- Yu Shinan (kitajsko: 虞世南) (558 - 638)
- Yan Zhenqing (tradicionalne pismenke: 顏眞卿, poenostavljene pismenke: 颜眞卿) (709 -785)
- Huai Su (tradicionalne pismenke: 懷素, poenostavljene pismenke: 怀素) (737–799)
- Zhang Xu (tradicionalne pismenke: 張旭, poenostavljene pismenke: 张旭) (8. stoletje)
- Cai Xiang (kitajsko: 蔡襄) (1012 - 1067)
- Su Shi (tradicionalne pismenke: 蘇軾, poenostavljene pismenke: 苏轼) (1037 - 1101)
- Huang Tingjian (tradicionalne pismenke: 黃庭堅, poenostavljene pismenke: 黄庭坚) (1045 - 1105)
- Zhao Mengfu (tradicionalne pismenke: 趙孟頫, poenostavljene pismenke: 赵孟頫) (1254 - 1322)
- Zhu Yunming (kitajsko: 祝允明) (1460 - 1527)
- Chen Daofu (tradicionalne pismenke: 陳道復, poenostavljene pismenke: 陈道复) (prb. 1483-1544)
- Dong Qichang (kitajsko: 董其昌) (1555 - 1636)
- Wu Changshi (tradicionalne pismenke: 吳昌碩, poenostavljene pismenke: 吴昌硕) (1844 - 1927)

## Slici
1. ↑  Wang, Huiqin. 2010. Kaligrafija kot umetnost. Ljubljana: Študentska založba, str. 9-13
2. ↑  Wang, Huiqin. 2010. Kaligrafija kot umetnost. Ljubljana: Študentska založba, str. 39-48.
3. ↑  Chiang, Yee. 1973. Chinese Calligraphy: An Introduction to Its Aesthetic and Technique. 3rd ed. Cambridge, Massachusetts and London, England: Harvard University Press, str. 41.
4. ↑  Chiang, Yee. 1973. Chinese Calligraphy: An Introduction to Its Aesthetic and Technique. 3rd ed. Cambridge, Massachusetts and London, England: Harvard University Press, str. 52.
5. ↑  Kwo, Da-Wei. 1981. Chinese Brushwork in Calligraphy and Painting: Its History, Aesthetics, and Techniques. Montclair, New Jersey: Allanheld & Schram. Reprint, New York: Dover Publications, Inc., 1990, str. 11, 13.
6. ↑  Kwo, Da-Wei. 1981. Chinese Brushwork in Calligraphy and Painting: Its History, Aesthetics, and Techniques. Montclair, New Jersey: Allanheld & Schram. Reprint, New York: Dover Publications, Inc., 1990, str. 19, 22.
7. ↑  Kwo, Da-Wei. 1981. Chinese Brushwork in Calligraphy and Painting: Its History, Aesthetics, and Techniques. Montclair, New Jersey: Allanheld & Schram. Reprint, New York: Dover Publications, Inc., 1990, str. 23, 24.
8. ↑  Kwo, Da-Wei. 1981. Chinese Brushwork in Calligraphy and Painting: Its History, Aesthetics, and Techniques. Montclair, New Jersey: Allanheld & Schram. Reprint, New York: Dover Publications, Inc., 1990, str. 24.
9. 1 2  Kwo, Da-Wei. 1981. Chinese Brushwork in Calligraphy and Painting: Its History, Aesthetics, and Techniques. Montclair, New Jersey: Allanheld & Schram. Reprint, New York: Dover Publications, Inc., 1990, str. 26.
10. ↑  Wang, Huiqin. 2010. Kaligrafija kot umetnost. Ljubljana: Študentska založba, str. 72.
11. ↑  Wang, Huiqin. 2010. Kaligrafija kot umetnost. Ljubljana: Študentska založba, str. 17.
12. ↑  Chiang, Yee. 1973. Chinese Calligraphy: An Introduction to Its Aesthetic and Technique. 3rd ed. Cambridge, Massachusetts and London, England: Harvard University Press, str. 59.
13. ↑  Kwo, Da-Wei. 1981. Chinese Brushwork in Calligraphy and Painting: Its History, Aesthetics, and Techniques. Montclair, New Jersey: Allanheld & Schram. Reprint, New York: Dover Publications, Inc., 1990, str. 28.
14. ↑  Chiang, Yee. 1973. Chinese Calligraphy: An Introduction to Its Aesthetic and Technique. 3rd ed. Cambridge, Massachusetts and London, England: Harvard University Press, str. 59, 60.
15. ↑  Kwo, Da-Wei. 1981. Chinese Brushwork in Calligraphy and Painting: Its History, Aesthetics, and Techniques. Montclair, New Jersey: Allanheld & Schram. Reprint, New York: Dover Publications, Inc., 1990, str. 30.
16. ↑  Kwo, Da-Wei. 1981. Chinese Brushwork in Calligraphy and Painting: Its History, Aesthetics, and Techniques. Montclair, New Jersey: Allanheld & Schram. Reprint, New York: Dover Publications, Inc., 1990, str. 33.
17. 1 2  Wang, Huiqin. 2010. Kaligrafija kot umetnost. Ljubljana: Študentska založba, str. 18.
18. ↑  Chiang, Yee. 1973. Chinese Calligraphy: An Introduction to Its Aesthetic and Technique. 3rd ed. Cambridge, Massachusetts and London, England: Harvard University Press, str. 42.
19. 1 2  Kwo, Da-Wei. 1981. Chinese Brushwork in Calligraphy and Painting: Its History, Aesthetics, and Techniques. Montclair, New Jersey: Allanheld & Schram. Reprint, New York: Dover Publications, Inc., 1990, str. 33-38.
20. ↑  Qiu, Xigui. 2000. Chinese Writing. Translation of 文字學概論 by Mattos and Norman. Early China Special Monograph Series No. 4. Berkeley: The Society for the Study of Early China and the Institute of East Asian Studies, str. 142, 143.
21. ↑  Chiang, Yee. 1973. Chinese Calligraphy: An Introduction to Its Aesthetic and Technique. 3rd ed. Cambridge, Massachusetts and London, England: Harvard University Press, str. 80.
22. ↑  Chiang, Yee. 1973. Chinese Calligraphy: An Introduction to Its Aesthetic and Technique. 3rd ed. Cambridge, Massachusetts and London, England: Harvard University Press, str. 81.
23. ↑  Chiang, Yee. 1973. Chinese Calligraphy: An Introduction to Its Aesthetic and Technique. 3rd ed. Cambridge, Massachusetts and London, England: Harvard University Press, str. 93.
24. ↑  Kwo, Da-Wei. 1981. Chinese Brushwork in Calligraphy and Painting: Its History, Aesthetics, and Techniques. Montclair, New Jersey: Allanheld & Schram. Reprint, New York: Dover Publications, Inc., 1990, str. 45-53.